# Soufiane Talal
Soufiane Talal, né le 26 mai 1991 à Casablanca, est un footballeur marocain évoluant au poste de milieu de terrain au Raja de Béni Mellal.

## Biographie
Avec le club du Raja de Casablanca, il joue quatre matchs en Ligue des champions d'Afrique.